# Berkeley (Wielka Brytania)
Berkeley – miasto w Anglii, w hrabstwie Gloucestershire, w dystrykcie Stroud; leży 25 km na południowy zachód od Gloucester i 163 km na zachód od Londynu.
W 1327 w zamku Berkeley zamordowano Edwarda II; w 1749 w Berkeley urodził się Edward Jenner.